# Mnasíloc
Mnasíloc (en llatí Mnasilochus, en grec antic Μνασίλοχος) fou un dirigent dels acarnanis.
L'any 191 aC va ser subornat per Antíoc III el Gran perquè convencés a l'assemblea d'Acarnània de posar-se al costats dels selèucides en la guerra contra Roma. Després de la derrota d'Antíoc a la batalla de Magnèsia l'any 190 aC, un article de les condicions de pau va ser la rendició de Mnasíloc a Roma, segons diuen Polibi i Titus Livi.